# Body Love Vol. 2
Body Love Vol. 2 – dziewiąty album studyjny Klausa Schulzego, wydany w grudniu 1977 roku w Wielkiej Brytanii i Stanach Zjednoczonych nakładem Island Records oraz w Niemczech nakładem wytwórni Brain. Wielokrotnie wznawiany, w tym 23 listopada 2007 roku nakładem Revisited Records jako CD z dodatkowym, wcześniej niewydanym utworem.

## Album
Album Body Love Vol. 2 Klaus Schulze nagrał dla wytwórni Island Records. Był to jego drugi, po Mirage, album nagrany dla tej wytwórni. Mirage był jednak, według oceny Schulzego, „tak skomplikowany dla ich [szefów wytwórni] uszu, że nie mogli go zrozumieć pod względem muzycznym”. Chris Blackwell (dyrektor wykonawczy Island) zaproponował więc Schulzemu nagranie płyty w stylu Moondawn lub Body Love, na co muzyk się zgodził. Zremiksował utwór „Stardancer” i nagrał wraz z Haraldem Grosskopfem kilka nowych utworów. Jak stwierdził: „dałem im Body Love 2. Ten album nie miał nic wspólnego z filmem Body Love, do którego wcześniej stworzyłem muzykę. Ale ponieważ podstawy „Stardancer” pochodziły z [albumu] Body Love (także z Haraldem Grosskopfem na perkusji) po prostu nazwałem ten album Body Love 2”.

### Lista utworów
Lista i informacje według Discogs:
Seite 1
| 1. | Nowhere - Now Here | 29:02 |
|    |                    |       |
|    |                    | 29:02 |
|    |                    |       |
Seite 2
| 1. | Stardancer II | 14:15 |
|    |               |       |
| 2. | Moogetique    | 13:15 |
|    |               |       |
|    |               | 27:30 |
|    |               |       |
Utwory są dodatkami do pierwotnej ścieżki dźwiękowej Body Love.

### Informacje
- Klaus Schulze – kompozytor, producent
- Harald Grosskopf – perkusja
- Graham Lawson – producent wykonawczy
- Bloomfield/Travis – design
- Han-Chew Tham – fotografia na przedniej okładce
- Guido Harari – fotografia na tylnej okładce

### Wznowienie (2007)
Album został wydany ponownie 23 listopada 2007 roku nakładem Revisited Records jako CD z dodatkowym utworem.
| 1. | Nowhere - Now Here                 | 28:55   |
|    |                                    |         |
| 2. | Stardancer II                      | 14:12   |
|    |                                    |         |
| 3. | Moogetique                         | 13:10   |
|    | Bonus Track:                       |         |
| 4. | Buddy Laugh (A Rock'n'Roll Bolero) | 23:16   |
|    |                                    |         |
|    |                                    | 1:19:33 |
|    |                                    |         |
Obydwa albumy podczas wznowienia zostały poszerzone o dwa dodatkowe utwory trwające ponad dwadzieścia minut, które płynnie wpasowują się w przebieg wydarzeń. „Lasse Braun” (na Body Love) jest hołdem złożonym reżyserowi filmu, natomiast „Buddy Laugh (A Rock’n’Roll Bolero)” (na Body Love Vol. 2) to pomysł Klausa Dietera Muellera..
- Klaus D. Müller – producent wznowienia, zdjęcia
- Michael Schmitz – koordynator wznowienia
- Eberhard Panne – inżynier dźwięku
- Thomas Ewerhard – layout wznowienia
- Klaus D. Müller, Klaus Schulze, Albrecht Piltz – autorzy tekstów informacyjnych w książeczce dołączonej do albumu
- Markus Schurr,  Matt Goodluck – tłumaczenie tekstów informacyjnych

Kolejne wznowienie (tej samej wersji) pojawiło się 16 grudnia 2016 roku nakładem niemieckiej wytwórni MIG (Made In Germany), specjalizującej się we wznowieniach.

## Opinie krytyków
W ocenie Jamesa Masona z AllMusic „Body Love, Vol. 2 nie różni się zbytnio od reszty twórczości Schulzego z tego okresu, podobnie jak współczesne mu albumy Moondawn i X. Ten album jest równie godny polecenia, jak każdy inny z jego albumów z tej fazy jego kariery”.
Zdaniem Jochena Königa z Musikreviews.de „zarówno Body Love, jak i Body Love Vol. 2. należą do każdej dobrze zaopatrzonej płytoteki Klausa Schulzego bez żadnych kompromisów”.